# Абашиспири
Абашиспири (груз. აბაშისპირი) — село в Грузии, на территории Абашского муниципалитета края (мхаре) Самегрело-Верхняя Сванетия.

## География
Село находится в западной части Грузии, к северу от реки Риони, у западной окраины города Абаша, административного центра муниципалитета. Абсолютная высота — 20 метров над уровнем моря.

## Население
По результатам официальной переписи населения 2014 года в Абашиспири проживало 262 человека (122 мужчины и 140 женщин). В национальном составе грузины составляли 100 %.
| Год  | Население, человек |
| ---- | ------------------ |
| 2002 | 356                |
| 2014 | ↘ 262              |